# خورشیدگرفتگی ۳۰ مارس ۲۰۵۲
خورشیدگرفتگی ۳۰ مارس ۲۰۵۲ (به انگلیسی: Solar eclipse of March 30, 2052) یک خورشیدگرفتگی از نوع خورشیدگرفتگی کامل است. این خورشیدگرفتگی در تاریخ ۳۰ مارس ۲۰۵۲ میلادی (‎۱۱ فروردین ۱۴۳۱ خورشیدی) روی خواهد داد که زمان اوج آن، ساعت ۱۸:۳۱:۵۳ به‌وقت ساعت هماهنگ جهانی است. مدت زمان و طول این خورشیدگرفتگی ۴ دقیقه و ۸ ثانیه خواهد بود.